# Rue des Mariniers
La rue des Mariniers est une voie du 14e arrondissement de Paris, en France.

## Situation et accès

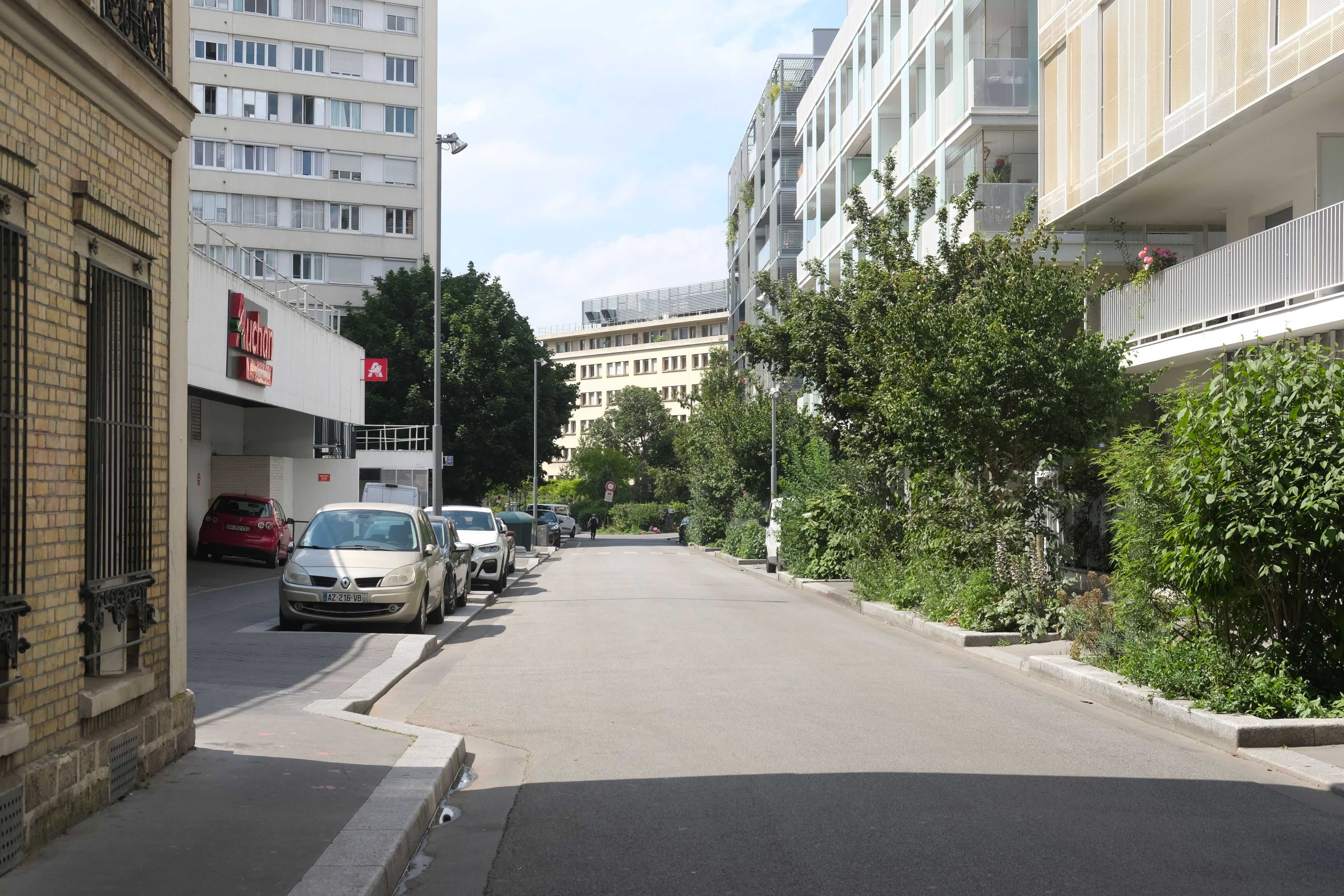
La rue des Mariniers en 2024.

La rue des Mariniers est une voie publique située dans le 14e arrondissement de Paris. Elle débute square André-Lichtenberger et se termine au 108, rue Didot.

## Origine du nom
La rue tire son nom d'un lieu-dit.

## Historique
Cette rue, ouverte vers 1860 sous le nom de « passage des Mariniers », est classée dans la voirie de Paris sous sa dénomination actuelle par arrêté du 26 février 1937. Elle se prolongeait jusqu’aux fortifications avant son absorption par la rue Didot, en 1885.